# 坎西勒维孔特
坎西勒维孔特（法語：Quincy-le-Vicomte，法語發音：[kɛ̃si lə vikɔ̃t]）是法国科多尔省的一个市镇，位于该省西北部，属于蒙巴尔区。

## 地理
坎西勒维孔特（47°36'28"N, 4°15'19"E）面积19.03 平方千米，位于法国勃艮第-弗朗什-孔泰大區科多尔省，该省份为法国中东部省份，北起奥布省，西接涅夫勒省和约讷省，南至索恩-卢瓦尔省，东南接汝拉省，东临上索恩省，东北部与上马恩省接壤。
与坎西勒维孔特接壤的市镇（或旧市镇、城区）包括：鲁日蒙、比丰、凡莱穆捷、坎斯罗、圣日耳曼莱瑟纳伊、圣雷米、瑟纳伊、阿尔芒松河畔艾西、比耶里莱贝勒方丹。

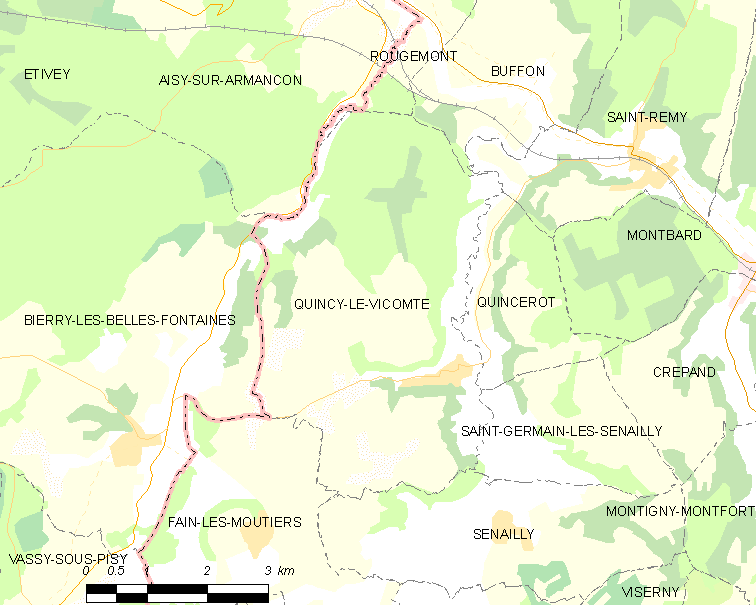
坎西勒维孔特的OSM定位图

坎西勒维孔特的时区为UTC+01:00、UTC+02:00（夏令时）。

## 行政
坎西勒维孔特的邮政编码为21500，INSEE市镇编码为21518。

## 政治
坎西勒维孔特所属的省级选区为蒙巴尔县。

## 人口

1962-2008年间坎西勒维孔特人口变化图示

坎西勒维孔特于2022年1月1日时的人口数量为207人。